# Euan Henderson
Euan Drennan Henderson (Edimburgo, 29 giugno 2000) è un calciatore scozzese, attaccante dell'Hamilton Academical.

## Caratteristiche tecniche
È un attaccante che agisce sul laterale destro.

## Carriera
Cresciuto nelle giovanili dell'Hutchison Vale, a 15 anni viene prelevato dagli Hearts. Nel 2017 esordisce in Scottish Premiership sostituendo Alexandros Tziolīs in occasione della sconfitta per 2-0 contro il Celtic. Henderson segna il suo primo gol da professionista contro l'Airdrieonians in Coppa di Lega il 18 gennaio 2020.
Nel 2018 viene ceduto in prestito al Montrose, in League One. Dopo una stagione ritorna a Edimburgo e contribuisce alla vittora del campionato di Scottish Championship. Nel 2021 viene ceduto in prestito all'Alloa Athletic, con cui esordisce l'11 settembre segnando anche il gol del vantaggio nel 2-0 finale contro il Falkirk. Il 27 novembre realizza la sua prima tripletta in occasione della partita di Coppa di Scozia vinta per 5-0 contro il Bonnyrigg Rose.
L'8 settembre 2022 esordisce in competizioni europee, subentrando al minuto 87 a Lawrence Shankland, in occasione della partita di UEFA Europa Conference League disputata contro l'İstanbul Başakşehir.

## Statistiche

### Presenze e reti nei club
Statistiche aggiornate al 23 maggio 2023.
| Stagione        | Squadra         | Campionato      | Campionato | Campionato | Coppe nazionali | Coppe nazionali | Coppe nazionali | Coppe continentali | Coppe continentali | Coppe continentali | Altre coppe | Altre coppe | Altre coppe | Totale | Totale | Totale |
| Stagione        | Squadra         | Comp            | Pres       | Reti       | Comp            | Pres            | Reti            | Comp               | Pres               | Reti               | Comp        | Pres        | Reti        | Pres   | Reti   |        |
| --------------- | --------------- | --------------- | ---------- | ---------- | --------------- | --------------- | --------------- | ------------------ | ------------------ | ------------------ | ----------- | ----------- | ----------- | ------ | ------ | ------ |
| 2016-2017       | Hearts          | SP              | 1          | 0          | SC+SLC          | 0               | 0               |                    | -                  | -                  |             | -           | -           | 1      | 0      |        |
| 2017-2018       | Hearts          | SP              | 12         | 0          | SC+SLC          | 1+0             | 0               |                    | -                  | -                  |             | -           | -           | 13     | 0      |        |
| 2018-2019       | Montrose        | SLO             | 31+1       | 5          | SC+SLC          | 0               | 0               |                    | -                  | -                  |             | -           | -           | 32     | 5      |        |
| 2019-2020       | Hearts          | SP              | 11         | 0          | SC+SLC          | 3+0             | 1+0             |                    | -                  | -                  |             | -           | -           | 14     | 1      |        |
| 2020-2021       | Hearts          | SC              | 10         | 3          | SC+SLC          | 1+4             | 0               |                    | -                  | -                  |             | -           | -           | 15     | 3      |        |
| ago. 2021       | Hearts          | SP              | 2          | 0          | SC+SLC          | -+3             | 0               |                    | -                  | -                  |             | -           | -           | 5      | 0      |        |
| set. 2021-2022  | Alloa Athletic  | SLO             | 28         | 13         | SC+SLC          | 1+-             | 3               |                    | -                  | -                  |             | -           | -           | 29     | 16     |        |
| ago.-dic. 2022  | Hearts          | SP              | 1          | 0          | SC+SLC          | 0+1             | 0               | UEL+ECL            | 0+1                | 0                  |             | -           | -           | 3      | 0      |        |
| Totale Hearts   | Totale Hearts   | Totale Hearts   | 37         | 3          |                 | 13              | 1               |                    | 1                  | 0                  |             | -           | -           | 52     | 7      |        |
| gen.-giu. 2023  | Queen's Park    | SC              | 10         | 0          | SC+SLC          | 1+-             | 0               |                    | -                  | -                  |             | -           | -           | 11     | 0      |        |
| Totale carriera | Totale carriera | Totale carriera | 107        | 21         |                 | 15              | 4               |                    | 1                  | 0                  |             | -           | -           | 123    | 25     |        |

## Palmarès

### Club

#### Competizioni nazionali
- Scottish Championship: 1

Hearts: 2020-2021